# 熱帯・亜熱帯湿潤広葉樹林

熱帯・亜熱帯湿潤広葉樹林の分布

熱帯・亜熱帯湿潤広葉樹林（ねったい・あねったいしつじゅんこうようじゅりん、英語: Tropical and subtropical moist broadleaf forest）は、世界自然保護基金が定義する、亜熱帯および熱帯の森林生息地のこと。また、陸上生態系の一種。英語では頭文字をとってTSMFと呼ばれることもある。

## 概要
熱帯・亜熱帯湿潤広葉樹林は、主に赤道付近と、北回帰線および南回帰線の間に分布する。これらの森林では、年間気温の変動が少なく、年間降雨量の値が大きいことが特徴である。

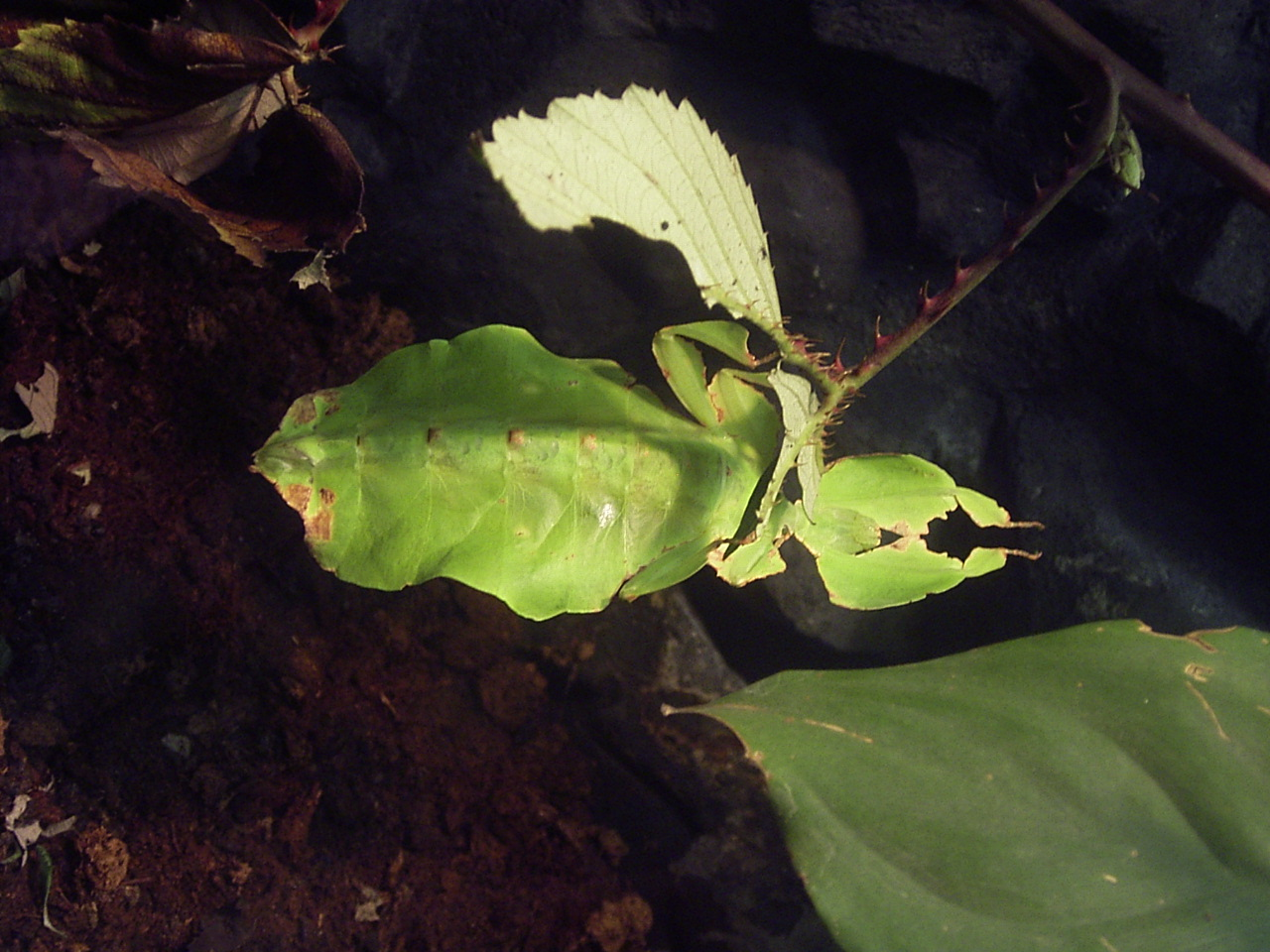
ナナフシ

また、地球上のほかのどの陸上生態系よりも多くの種が生息しており、地球上の生物種の半分がこの森林に生息していると考えられている。特に、無脊椎動物には他に類を見ないほどの多様さがあり、ニューギニアでみられるナナフシや、30cm以上にまで成長する蝶などがその顕著な例として挙げられる。
近年では、多くの範囲が農地開拓のため伐採が進んでおり、数年ごとにアイルランドと同じ規模の森林が失われている。
インド・マレー諸島、アマゾン盆地、コンゴ盆地のほか、日本では南西諸島の一部にも広がっており、カシ類やシイ類の照葉樹と、アコウ・カジュアル・サキシマスオウなどの亜熱帯の樹木や木生シダが混生する。南西諸島はこの生態系の北限の位置にある。